# 内阁资政
內閣資政（Minister Mentor）是新加坡政府獨有的內閣席位，專責為新任總理提供指導，參議內政外交的輔導作用。
內閣資政於1985年設立，2004年後改稱國務資政，是提供給前任總理或副總理的特別職位。目前一共有七人擔任過，包括：
- 前總理李光耀、吳作棟及李顯龍；
- 前副總理信那谈比·拉惹勒南、尚穆根·贾古玛、张志贤與尚达曼。

而被稱為「Minister Mentor」的內閣資政則於2004年設立，首位也是截至目前唯一擔任此職的人為李光耀，於2004年8月起出任，他曾擔任新加坡總理（1959年－1990年）。

## 歷史
新加坡第一個「Senior Minister」職位是1985年總理李光耀為离任副總理拉惹勒南設立。李光耀於1990年辭任總理後，出任「Senior Minister」職位，當時中文稱為「總理公署高級部長」，還未有「資政」名稱。到1997年1月改稱内阁资政，英文同樣是Senior Minister。
2004年吴作栋辭任總理后，則轉任國務資政，職位英語仍是「Senior Minister」；前副總理贾古玛亦於2009年轉任國務資政。而李光耀則改任「Minister Mentor」，中文仍稱內閣資政。
2011年新加坡大選後，李光耀與吳作棟於5月14日宣佈一同辭去資政職務，退出內閣。而贾古玛亦同時退任國務資政，故新加坡內閣再無資政，政府全權由內閣負責。